# Krefeld Pinguine

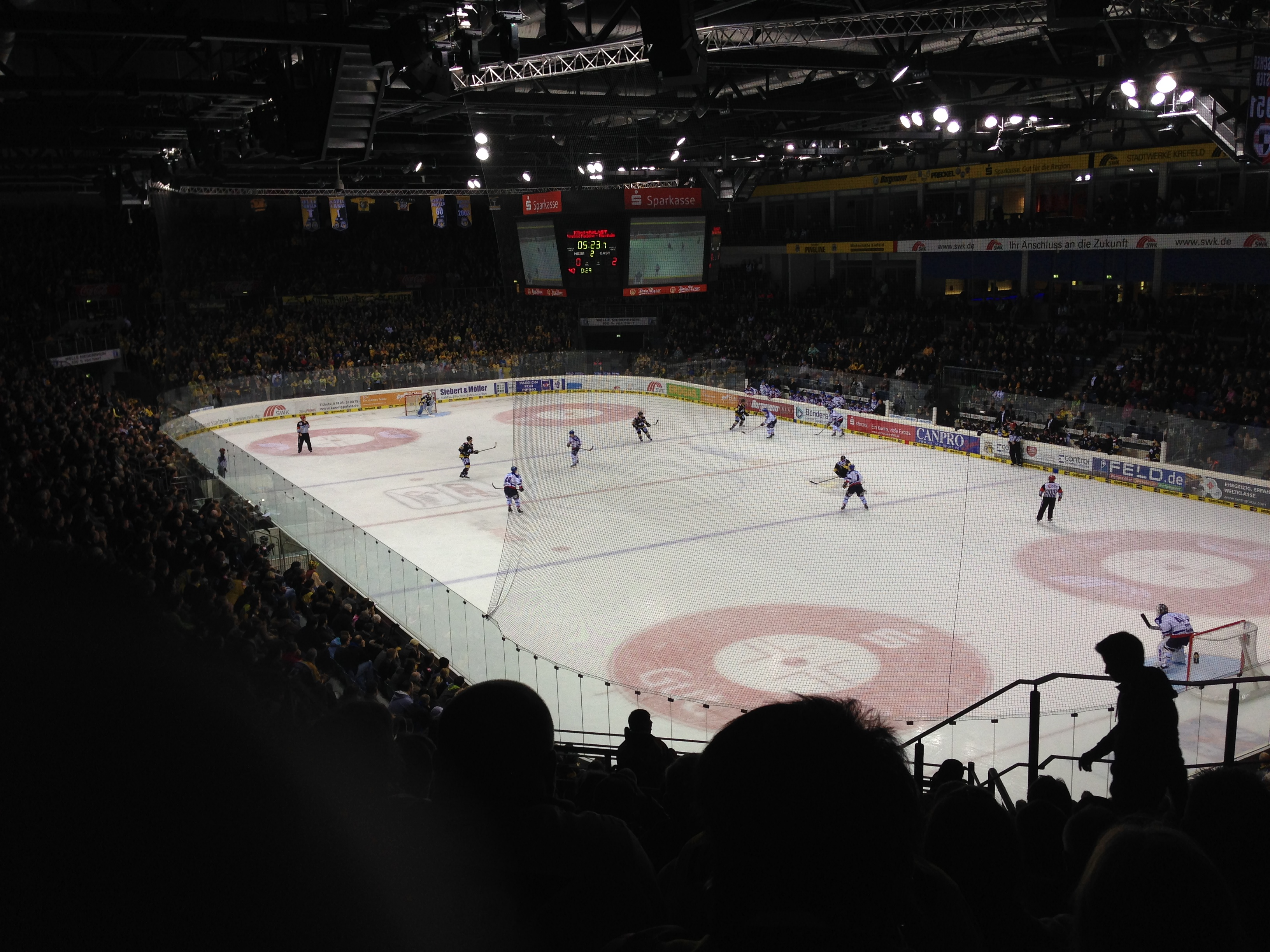
De Yayla-Arena tijdens een wedstrijd van de Krefeld Pinguine

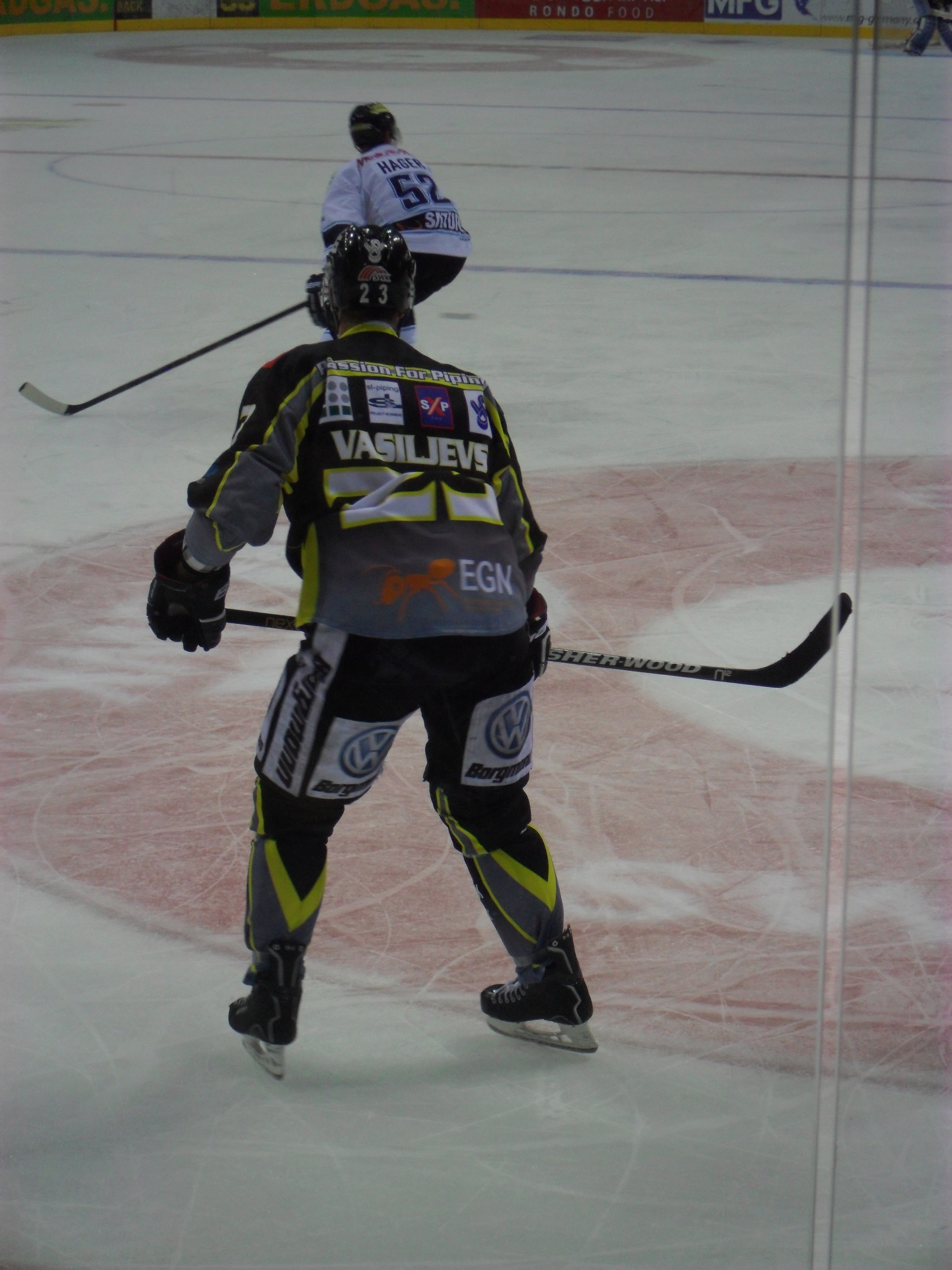
Krefeld speler Vasiljevs

De Krefeld Pinguine is een ijshockeyteam uit het Duitse Krefeld in Noordrijn-Westfalen, dat uitkomt in de DEL en speelt in de Yayla-Arena (König Palast). Het team werd in 1936 opgericht als Krefelder Eislauf-Verein 1936 e.V.. Ze zijn in 2003 Duits kampioen geworden.

## Namen
- 1936 als "Krefelder Eislauf-Verein 1936 e.V." (KEV)
- 1978 als "EHC Krefeld"
- 1981 als "Krefelder Eislauf-Verein 1981 e.V."
- 1995 als "KEV Pinguine Eishockey GmbH"

## Selectie 2020-2021
Bijgewerkt tot 28 december 2020 
| #  | Naam                | Nationaliteit              | Positie |
| -- | ------------------- | -------------------------- | ------- |
| XX | Brandon Reid        | Canada                     | Coach   |
| 72 | Sergei Belov        | Rusland                    | GK      |
| 39 | Marvin Cüpper       | Duitsland                  | GK      |
| 31 | Nils Kapteinat      | Duitsland                  | GK      |
| 77 | Tom-Eric Bappert    | Duitsland                  | D       |
| 84 | Kristofers Bindulis | Letland                    | D       |
| 11 | Constantin Braun    | Duitsland                  | D       |
| 28 | Christian Bull      | Noorwegen                  | D       |
| 19 | Mirko Sacher        | Duitsland                  | D       |
| 53 | Alex Trivellato     | Italië Duitsland           | D       |
| 91 | Daniil Valitov      | Rusland                    | D       |
| 24 | Alexander Blank     | Duitsland                  | F       |
| 12 | Laurin Braun        | Duitsland                  | F       |
| 14 | Filips Buncis       | Letland                    | F       |
| 9  | Patrick Klöpper     | Duitsland                  | F       |
| 10 | Philipp Kuhnekath   | Duitsland                  | F       |
| 6  | Lucas Lessio        | Canada                     | F       |
| 17 | Leon Niederberger   | Duitsland                  | F       |
| 16 | Brett Olson         | Verenigde Staten           | F       |
| 13 | Ivan Petrakov       | Rusland                    | F       |
| 29 | Niklas Postel       | Duitsland                  | F       |
| 22 | Maciej Rutkowski    | Polen Duitsland            | F       |
| 74 | Vincent Saponari    | Verenigde Staten Duitsland | F       |
| 88 | Martin Schymainski  | Duitsland                  | F       |
| 25 | Nikita Shatsky      | Rusland                    | F       |
| 71 | Arthur Tianulin     | Rusland                    | F       |